# U2のラリー・マレン・ジュニアの作品
アイルランド出身のロック・バンド、U2のラリー・マレン・ジュニア名義の作品を列記する。
参考：「U2の作品」「U2の他の作品」「U2のボノの作品」「U2のジ・エッジの作品」「U2のアダム・クレイトンの作品」

## エアウェイヴス
ポール・ブレディ『Back to the Centre』 （1986年）収録。
- Airwaves (Studio Version)

この曲でドラムを叩いている。レコーディングは1985年の9月か10月。

## メイク・イット・ワーク
クリスティ・ムーア、ポール・ドラン＆the Self Aid Band『Make it Work 』（1986年）収録
- Make it Work (Studio Version)

セルフエイドの前にクリスティ・ムーアとポール・ドランがThe Self Aid Bandを結成してこの曲をレコーディングし、コンサートの1週間前にシングルリリースした。他のバンドのメンバーはアーティ・マクグリン、ポール・ブレディ、ドーナル・ラニー、ジョン・ウォルシュ、リアム・オフリン、そしてラリー。アイルランドのトラディショナルミュージックの錚々たる顔ぶれである。B面にはクリスティ・ムーアが1人でレコーディングした「The Self Aid Song」というアコースティック曲が収録されている。 このシングルは1986年5月18日にアイルランド・チャートでSpecial #1に認定されたが、これは「Do They Know It’s Christmas?」以来のことで、莫大なニューシングルのセールスが見込まれる時に、翌週までチャートに入れるのを控えるという処置である。翌週、この曲はチャート1位になり、次の週も2位をキープした。

## ミッドナイト・ブルーズ
Geoffrey's First Affair『And the Days Go By / Midnight Blues』（1986年）収録。
- Midnight Blues

Geoffrey’s First Affairはボーカルのエド・ダラー（別名エイドリエン・ダラー）とジョン・マクリーによって1986年に結成されたアイルランドのバンド。ダラーは以前Toy With Rhythm、the Boy Scoutz、そしてスティーブ・アブリルがボーカルを務めた Modernairesに在籍していたことがある。ただModernairesがtthe Project ArtsでU2と一緒にライブをした時は、既に彼女はバンドを抜けていた。
バンドがQ102というラジオ局のバンドコンテストに優勝し、ウィンドミル・レーン・スタジオでこのシングルをレコーディングした。また、このバンドはデイブ・ファニングの番組でやったセッションをレコーディングしたことがある。
シングルのA面の「And the Days Go By」のプロデューサーはクリス・オブライエンという人物。そしてAA面の「Midnight Blues」4￥のプロデューサーにはL.M.J.という人物がクレジットされているが、この人物こそラリー・ミューレン・ジュニアである。当時U2が結んでいたレコード契約では、契約外の音楽活動に携わるのは困難だったため、このようにイニシャルだけの表示にしたようだ。
Geoffrey’s First AffairはこのシングルをSolid Recordsというアイルランドの新しいレコードレーベルからリリースし、1987年にはライブもいくつかこなしたが、ダラーの家族が誘拐とテロに巻き込まれ、警察の監視下に置かれてしまったので、泣く泣くバンドを解散。音楽活動も止めてしまった。

## キャプティヴ（サントラ）
→「キャプティヴ（サントラ）」

## スティル・ウォーター他
→「スティル・ウォーター他」

## プッテム・アンダー・プレッシャー
Republic of Ireland Football Squad『Put 'em Under Pressure 』（1990年）収録。
- Put em' Under Pressure (7-Inch Mix)
- Put em' Under Pressure (Mind Your House Mix)

1990年イタリア・ワールドカップで初出場を果たしたアイルランド代表チーム公式応援歌（ちなみにベスト8まで勝ち上がった）。イングランド代表の応援歌をNew Orderが担当していたため、こちらも負けずにビッグネームをということで、サッカーファンのラリーに白羽の矢が立ってプロデュースと作曲の一部を担当した。 
曲はHorlipsの「Dearg Doom」という曲を元にしており、そのギターリフを拝借しているが、このHorlipsのギターリフ自体が「O’Neill’s March」や「O’Neill’s Calvary March」と呼ばれているアイルランドの古い戦闘歌のメロディから拝借したものである。スコットランドの1978年の歌 「Ally’s Tartan Army」から「we’ll really shake them up」という歌詞の一部を拝借していたり、1986年からアイルランド・サッカー代表の監督を務めていたジャック・チャールトンのテレビのインタビューの声をミックスしている。また、代表チームのメンバーがなかなか歌詞を覚えられなかったため、ラリーはウインドミル・レーン・スタジオの外にファンを集めて、彼らにコーラスを手伝わせた。レコードのジャケットにそのファンたちはWindmill Carpark Choirとしてクレジットされている。
この曲は1990年にマザーレコードの一部門であるSon labelからアイルランドとイギリスでシングルリリースされ、5月31日付のアイルランドチャートで1位に輝き、13週に渡ってその座をキープした。これはRiverdanceのシングルがその記録を抜くまで1990年8月12日の時点でアイルランドからリリースされたシングルとしては最長記録だった。

## ジーズデイズ・イン・ア・オープン・ブック他
→「ジーズデイズ・イン・ア・オープン・ブック他」

## ワン
→「ワン」

## レッキング・ボール（アルバム）
エミルー・ハリス『Wrecking Ball』（1995年）
Zoo TVツアーが終わった後、ラリーとアダムはニューヨークに滞在して様々なセッションに関わったが、ダニエル・ラノワとエミルー・ハリスのセッションにも参加し、1年後、アルバムとしてリリースされた。ラリーは12曲中9曲に参加している。ラリーのドラムテクのサム・オサリバンも「Wrecking Ball」という曲にクレジットされている。他にスティーヴ・アール、ニール・ヤング、ケイト＆アンナ・マッガリグルも参加している。
このアルバムは1996年のグラミー賞でBest Contemporary Folk Recordingを授賞した。
ちなみに「Wrecking Ball」のPVを撮ったのはダニエル・ラノワの兄・ボブ・ラノワ。

## ミッション・インポッシブルのテーマ
→「ミッション・インポッシブルのテーマ」

## ドリーミング・ウィズ・ティアーズ・イン・マイ・アイズ
→「ドリーミング・ウィズ・ティアーズ・イン・マイ・アイズ」

## ボーイ、ボーイ、ボーイ
Underworld『Oblivion With Bells』（2007年）収録。
- Boy, Boy, Boy

ラリーがこの曲でマリンバとしてクレジットされている。ラリーはデビュー当初からUnderworldのファンで、彼らにいろいろアドバイスしていたのだが、バンドのメンバーであるカール・ハイドがこの曲のデモを送ったところドラム・パーツやパーカッションを入れて送り返してきたので、そのまま使った。

## マン・オン・ザ・トレイン（映画）
The Man on the Train（2011年）
元IRA役で映画初主演。ドナルド・サザーランドと共演している。ラリーはサイモン・クライミーと一緒にエンドクレジットに流れるテーマ曲も共作している。

## おやすみなさいを言いたくて (映画)
A Thousand Times Good Night（2013年）
ジュリエット・ビノシュ主演のフランス映画に出演している。

## パラノーマル (アルバム)
アリス・クーパー『Paranormal』（2017年）
ドラムで参加している。

## ビットウィン・ザ・ラインその他
- Between the Line
- One of Us

学習障害（ディスレクシア）がある子供たちのためにニューヨーク初の公立学校を開校させるための取り組みを追ったドキュメンタリー作品『レフト・ビハインド（原題）』に提供された楽曲群。ラリーはドラムとバックボーカル、作詞作曲とプロデュースも担当している。「Between the Line」は自身もディスクレシアで、「abcdefu」のヒットで知られるゲイル（GAYLE）とのコラボ。「One of Us」はドナ・ルイスとのコラボ。